# 州警察 (ドイツ)
州警察（しゅうけいさつ、ドイツ語: Landespolizei, LaPo）は、ドイツ連邦共和国の州（Bundesländer）が管轄する警察組織。

## 歴史
州警察の歴史は、19世紀のドイツにさかのぼる。この時、ドイツ内の個々の王国は様々な警察力を保持していた。その中で大きい組織として、後にゲシュタポとなるプロイセン秘密警察と、バイエルン州警察があった。ドイツが、オットー・フォン・ビスマルクの元、1つの国になった時、それぞれの国々と他の州レベルの警察組織は、州警察や、町・都市単位の都市警察となった。
ナチス・ドイツの下では、全ての州および都市の警察力は、1936年から1945年まで存在した秩序警察(Ordnungspolizei)に吸収された。第二次世界大戦が終わり、西ドイツでは、一般警察組織をそれぞれの州において再構築した。東ドイツでは、人民警察(Volkspolizei)の形で統一的な国家の警察力を維持した。しかし、これは1991年のドイツの再統合により解散された。

## 編制
ドイツは連邦制をとっており、基本法に特に規定がない限りは、権限は基本的にそれぞれの州に属している。警察についても、基本法第70条第1項に基づき、犯罪捜査および防犯などの一般警察活動は、原則的に州警察の権限となる。
全ての州警察組織は州の内務大臣の下に属している。しかし州警察はそれぞれの州法によって規定されているため、組織の名称や機能は州によって異なる。
都市州の例（ベルリン州警察）
州警察長官（Polizeipräsident）のもとに、6つの方面本部と州刑事庁、事務統制本部および中央支援部が設置されている。
- 方面本部（Direktionen） - 内部部局として犯罪対策課などを有するほか、担当地域を更に細分化する形で6～8個の警察署を統制する。
- 事務統制本部（Direktion Einsatz） - 機動隊や交通センター、水上警察など、方面本部の管轄を超えて発生する事象を担当する。
- 中央支援部（Zentrale Serviceeinheit） - 管理・兵站業務を管轄する。また州警察学校もここに所属する。

広域州の例（ノルトライン＝ヴェストファーレン州警察）
州内務省のもとに、47個の郡警察、州教育・研修・人事庁、州刑事庁、州警察事務統制庁が並列に配されている。
なお郡警察（Kreispolizeibehörde）には、郡に属さない大規模な市におかれた18個の警察本部（Polizeipräsidien）も含まれる。14個の警察本部には機動隊が設置されるなど、重大犯罪や特殊な事案に対しては、大規模で能力が高い郡警察が、その本来の管轄範囲を超えて出動することになる。

### 管轄
州警察の警官は制服の袖に州章のパッチを縫い付ける。また右胸のポケットに都市章を示すバッジを取り付けることがある。任用された警察官はそれぞれの州内で活動することになるが、他の州警察との間で人材を「交換」する人事も行われている。
- バーデン＝ヴュルテンベルク警察 (Polizei Baden-Württemberg)
- バイエルン州警察 (Bayerische Staatliche Polizei)
- ベルリン州警察 (Der Polizeipräsident in Berlin)
- ブランデンブルク州警察 (Polizei Brandenburg)
- ブレーメン州警察 (Polizei Bremen)
- ハンブルク州警察 (Polizei Hamburg)
- ヘッセン州警察 (Hessische Polizei)
- メクレンブルク=フォアポンメルン警察 (Polizei Mecklenburg-Vorpommern)
- ニーダーザクセン州警察 (Polizei Niedersachsen)
- ノルトライン＝ヴェストファーレン州警察 (Polizei Nordrhein-Westfalen)
- ラインラント＝プファルツ州警察 (Polizei Rheinland-Pfalz)
- ザールラント州警察 (Polizei im Saarland)
- ザクセン州警察 (Polizei Sachsen)
- ザクセン＝アンハルト州警察 (Polizei Sachsen-Anhalt)
- シュレースヴィヒ＝ホルシュタイン州警察 (Polizei Schleswig=Holstein)
- テューリンゲン州警察 (Thüringer Polizei)

### 部門
州警察は次のカテゴリーに分けることができる。
保安警察（Schutzpolizei, SchuPo）
制服警官による外勤部門。緊急通報への対応や街頭警邏、防犯、交通警察業務を行う。
刑事警察（Kriminalpolizei, KriPo）
私服勤務を原則とする警察官（刑事）による犯罪捜査部門。例えば車の盗難があった場合は、保安警察が車を確保し、その所有者に連絡等を行ない、その事件を捜査する刑事警察に引き継ぐ。
機動隊（Bereitschaftspolizei, BePo）
警備警察部隊。雑踏警備や暴動鎮圧において集団警備力を発揮するほか、保安警察への増援などとしても用いられる。
水上警察（Wasserschutzpolizei、WSP）
河川や湖、海岸を警備する。
特別出動コマンド（Spezialeinsatzkommando, SEK）
州警察固有のSWATチーム。州警察長官や方面本部直属の場合と、機動隊の一部として設置されている場合がある。
高速警察（Autobahnpolizei）
ドイツのハイウェイパトロールもしくは、高速道路警察。
またこのほか、上記の通り、州刑事庁（Landeskriminalamt, LKA）も、組織上、州警察の一部となっている場合もある。基本的には州の内務部門の長官の下に直属しており、犯罪の防止と捜査を目的とする警察活動の監督と、1つ以上の行政区に関連した犯罪の捜査の調整を行なう。

## 訓練
それぞれの州と連邦警察はその人員に対して、基本的な警察の訓練を施している。この訓練の長さと完璧さは、ドイツにおける警察の専門性を高い水準に保たせている。警察の任務の全ての点を教育するには時間がかかるが、早急な専門化を避け、警官に広い視野での考えをさせ、職種の簡単な変更を可能にし、昇進の機会を与えるための「制服組のキャリア構造」を採用している。
ドイツの市民権はドイツの警官になるためには必要とされない。大都市での警察の部署は言語や文化の壁を減ずるため、職員を少数民族から採用しようとする傾向がある。しかし、少数民族出身者の割合は、その職員数の約1パーセント未満しか存在しない。
「地方」警察は第二次世界大戦後に再編成された時より、女性の職員も採用している。最初は、女性の警官は青少年や女性が関連した事件を担当していたが、1970年代の中ごろには、一般の巡査となることが許された。最も女性巡査の多いブランデンブルク州では19%の比率で、最も少ないザールラント州では7%の比率である。現在、警察学校における志願者の40～50%が女性で、この比率は上昇する傾向がある。
大部分の警官は、学校を卒業後に直接採用され、2年半を警察学校で過ごし、教室での授業と警察署や機動隊における実地訓練とを受ける。修了者は通常の警察官として任用され、緑色の制服の肩章に薄緑色の星章 (2005年以降に導入された紺色の制服ではライトブルーの星章)を付ける。この星章は、警察における巡査クラスの階級を示している。
巡査としての勤務の後、目立つ実績を有したり経験が豊富な者は、まず銀星1つの「警察弁務官」(Polizeikommissar、少尉に相当)に昇級し、将来的には銀星4つもしくは銀星5つの「警察主任弁務官」(Polizeihauptkommissar、大尉に相当)となるための資格を得るために、高等警察学校や警察大学で2年か3年通うことができる。大学入学の資格(Abitur)をもって採用された高校の修了者は、最初からこれらの警部コースを受けることも可能である。
ヘッセン州の様な一部の州では、全ての警官に対して賃金の上昇と昇進の機会を与えるため、これらのコースの訓練を行っている。
警察の管理職にふさわしい候補となった少数の者は、州もしくは連邦警察大学で1年学び、連邦の内務省と各州が共同で管理するミュンスター・ヒルトループ(Münster-Hiltrup)にある警察指揮アカデミー(Polizeiführungsakademie、PFA)で1年学ぶ。
管理職は金星1つの警察参事官(Polizeirat、少佐に相当)から始まり、一番の頂点では、金星3つである警察監督官、金星4つである州警察総監(共に大佐相当)まで昇進する。PFAは2007年10月にドイツ警察専門大学(Deutsche Hochschule für Polizei)に改組となり、その修士課程で佐官相当の階級に昇任するための訓練を受けることになった。PFAは、上級警察職員に対して、専門的な職業訓練のコースを提供している。